# Steven Lewington
Pour les articles homonymes, voir Lewington.
Steven Paul Lewington est un catcheur anglais né le 25 février 1983 en Angleterre. Il a travaillé à la World Wrestling Entertainment dans la division ECW sous le nom de DJ Gabriel.

## Carrière

### All Star Promotions et Ohio Valley Wrestling (2003-2005)
Après avoir acquis un intérêt pour le catch professionnel, Lewington part à la Ohio Valley Wrestling pour s'entrainer pendant environ 8 mois. Steven retourne en Angleterre et signe un contrat avec la All Star Promotions pour une année.

### World Wrestling Entertainment (2005-2010)
Après ses apparitions dans les programmes de la World Wrestling Entertainment (Carlito's Cabana et Kurt Angle), Lewington retourne en Angleterre pour la tournée de la ASW sous le nom de Steve Sonic où il gagne dans un Ladder match face à Drew McDonald le ASW Britsh Heavyweight Championship.
Steve signe un contrat en 2007 à la Ohio Valley Wrestling et créa l'équipe Terminal Velocity avec Chet the Jett. Avec l'opposition de la OVW avec la Florida Championship Wrestling, la Terminal Velocity signe un contrat de développement avec la FCW. Après un court passage à la FCW, il retourne à la OVW et remporte le OVW Southern Tag Team Championship pour la 1re fois. Le 26 septembre 2007, Steve et Chet perdent leurs titres face aux The James Boy's (KC James, Kassidy James). Après leurs défaites, ils retournent à la FCW pour gagner le FCW Florida Tag team Championship mais perdent face  à Brandon Groom et Greg Jackson en finale du tournoi. Plus tard, il prend le nom de Jack Gabriel.
Le 18 novembre 2008, Lewington commença à la ECW sous le nom de DJ Gabriel avec une gimmick de danseur managé par Alicia Fox en battant un catcheur local, Sal Rinauro.
Il a commencé une rivalité avec Paul Burchill et Katie Lea Burchill.
Il est depuis retourné à la FCW où il lutte actuellement sous le nom de Gabriel puis sous le nom de Mr.FCW un lutteur masqué
Le 9 janvier 2010, il est libéré de son contrat avec la WWE.

## Palmarès
- All Star Promotions
  - 1 fois ASW British Heavyweight Champion en 2006[3]

- Ohio Valley Wrestling
  - 1 fois OVW Southern Tag Team Champion avec Chet the Jett[4]

- Pro Wrestling Illustrated
  - Classé 358e au top 500 des meilleurs catcheurs en 2008[5]